# Гелевей, Олег Иванович
Олег Иванович Гелеве́й (укр. Олег Іванович Гелевей; род. 4 марта 1965, Киев) — украинский политик, народный депутат Украины VII созыва.

## Биография
По окончании школы приобретал жизненный опыт, работая разнорабочим в колхозе.
В 1983—1985 годах — служба в армии. Вернувшись домой, поступил в Киевский мединститут, который закончил в 1991 году. Работал врачом. В 1997—2001 годах заочно учился на юридическом факультете. В 1998 году основал собственную юридическую фирму. Кандидат юридических наук.
В 2002—2006 годах — помощник народного депутата Украины, председателя ВО «Свобода» Олега Тягнибока. В 2008 году стал работать в юридической компании «Бондарчук и партнёры».
С октября 2010 года — депутат Киевского областного совета.
В 2012 году прошёл в Верховную раду по списку Всеукраинского объединения «Свобода» под номером 15. Работал секретарём Комитета по вопросам здравоохранения.
6 июня 2013 года Гелевей принял участие в потасовке в Верховной раде, во время которой потерял нательный крест. Депутат обвинил свою коллегу по парламенту Инну Богословскую в краже креста и написал на неё заявление в милицию. Об этом случае написал в Facebook пресс-секретарь ВО «Свобода» Александр Аронец, обвинив Богословскую в краже и оскорбив словами «Ведьма украла крестик у националиста». В ноябре того же года Подольский районный суд Киева удовлетворил иск Богословской, обязав Аронца выплатить 50 тыс. гривен моральной компенсации.
В 2015 году избран депутатом Киевского городского совета от ВО «Свобода».

## Награды
- Наградное оружие — пистолет «Glock 19» (13 августа 2014)[4].

## Доходы
Согласно данным декларации, в 2011 году Олег Гелевей заработал 1 360 156 гривен. Зарплата депутата Киевского облсовета составила 23 тыс. гривны, ещё 1,287 млн гривен он получил благодаря отчуждению движимого и недвижимого имущества. Гелевей задекларировал земельный участок площадью 340 м², жилой дом (27 м²) и две квартиры (26 м² и 46 м²). Также ему принадлежали два автомобиля — Volkswagen Touareg (2007 года выпуска) и Kia cee’d (2008 года).